# Tranecký kopec
Tranecký kopec (274 m n. m.) je vrch v okrese Hradec Králové Královéhradeckého kraje. Leží asi 1,5 km ssz. od obce Černilov na jejím katastrálním území.

## Geomorfologické zařazení
Geomorfologicky vrch náleží do celku Orlická tabule, podcelku Třebechovická tabule a okrsku Černilovská tabule.